# Jeremy Davies
Jeremy Davies, född 8 oktober 1969 i Traverse City, Michigan, är en amerikansk skådespelare.          

## Filmografi (urval)
- 1996 – Twister
- 1997 – Going All the Way
- 1998 – Rädda menige Ryan
- 2002 – The Laramie Project
- 2002 – Secretary
- 2002 – Solaris
- 2003 – Dogville
- 2004 – Helter Skelter
- 2006 – Rescue Dawn
- 2008–2010 – Lost (TV-serie)
- 2014 – The Black Phone
- 2025 – The Black Phone 2